# بطولة العالم للسنوكر
بطولة العالم للسنوكر (بالإنجليزية: World Snooker Championship)‏ هي بطولة سنوية إنجليزية الأصل للعبة السنوكر وتعتبر البطولة الأهم من حيث الشهرة والجائزة المالية ولقد عقدت لأول مره عام 1927 في مدينة شفيلد في إنجلترا.
وهي أطول بطولة احترافية للعبة السنوكر وأكثرها شهرة وثراءً حيث بلغ إجمالي أموال الجائزة في عام 2020 2,395,000 جنيه إسترليني، بما في ذلك 500,000 جنيه إسترليني للفائز، وهي إحدى البطولات الثلاث (جنبًا إلى جنب مع بطولة المملكة المتحدة وبطولات الماستر) التي تشكل سلسلة التاج الثلاثي للسنوكر، البطل الحاكم هو روني أوسوليفان.
أقيمت لأول مرة في عام 1927 وقد سيطر جو ديفيس على بطولة العالم للسنوكر على مدار العقدين الأولين لها، حيث فاز بأول 15 بطولة قبل أن يتقاعد دون هزيمة بعد فوزه الأخير في عام 1946 .
لم تقام البطولة بين عامي 1941 و1945 بسبب الحرب العالمية الثانية، وبين عامي 1952 و1963 بسبب نزاع بين اتحاد لاعبي البلياردو المحترفين (PBPA) وجمعية البلياردو ومجلس التحكم (BACC)، على الرغم من عقد PBPA بطولة بديلة غير رسمية بطولة World Professional Match-play، بين عامي 1952 و1957. وفي عام 1964 تم إحياء البطولة الرسمية على أساس التحدي.
عادت بطولة العالم للسنوكر إلى شكل بطولة خروج المغلوب في عام 1969، إيذانا ببداية ما يعرف الآن باسم «العصر الحديث» للسنوكر، وهي تقام سنويًا منذ عام 1977 في مسرح Crucible في شيفيلد.
يحمل ستيفن هندري الرقم القياسي لأكبر عدد من الألقاب العالمية في العصر الحديث، بعد أن فاز بالبطولة سبع مرات، وفاز كل من راي ريردون وستيف ديفيس وروني أوسوليفان بستة ألقاب، فيما فاز جون هيغنز بأربعة؛ وفاز كل من جون سبنسر ومارك ويليامز ومارك سيلبي بثلاثة ألقاب.
البطل الأصغر سناً في تاريخ البطولة هو ستيفن هندري بعد أن فاز بلقبه الأول عام 1990 وعمره 21 عامًا و106 يومًا، والبطل الأكبر سناً في البطولة هو راي رياردون بعد أن فاز بلقبه الأخير عام 1978 بعمر 45 عاما و203 يوما.
حقق ستيف ديفيس أكثر ظهورات بشكل عام حيث شارك في 30 مباراة بين 1979 و2010، في حين أن أوسوليفان كان أكثر ظهورًا متتاليًا حيث لعب 28 مباراة بين 1993 و2020. تم إجراء 11 استراحة كحد أقصى في تاريخ البطولة، حيث حقق Cliff Thorburn أول استراحة في عام 1983 .

## التاريخ

### بطولة المحترفين للسنوكر (1927-1934)
| عام  | بطل      |
| ---- | -------- |
| 1927 | جو ديفيس |
| 1928 | جو ديفيس |
| 1929 | جو ديفيس |
| 1930 | جو ديفيس |
| 1931 | جو ديفيس |
| 1932 | جو ديفيس |
| 1933 | جو ديفيس |
| 1934 | جو ديفيس |

أقيمت البطولة الأولى في عام 1927 وكانت تسمى بطولة السنوكر المحترفة وكانت أول بطولة احترافية مهمة للسنوكر على الرغم من التنافس على بطولة الهواة الإنجليزية منذ عام 1916. وقد دخل عشرة محترفين بما في ذلك معظم لاعبي البلياردو البارزين. وتم إجراء القرعة في بداية الموسم وقام اللاعبون بترتيباتهم الخاصة بشأن مواعيد ومكان إقامة المباريات، على الرغم من أنه تقرر مسبقًا أن يكون الدور نصف النهائي والنهائي في برمنغهام.
كانت المباريات أكثر من خمسة عشر إطارًا مع الدور نصف النهائي من ثلاثة وعشرين إطارًا والنهائي أكثر من واحد وثلاثين إطارًا، كانت المباراة الأولى بين ملبورن إنمان وتوم نيومان في ثورستون هول، وليستر سكوير في لندن. وتم لعب السنوكر كإضافة إضافية للحدث الرئيسي، وهي مباراة بلياردو لعبت على مدار أسبوعين.
بدأت المباراة يوم الاثنين 29 نوفمبر 1926 وتم لعب إطار واحد للسنوكر في نهاية كل جلسة. فاز إنمان بنتيجة 8-5 وانتهت المباراة بعد ظهر يوم الاثنين بعد أسبوع من بدئها. وتم لعب مباراة أخرى مرتبطة بمسابقة بلياردو ولكن المباريات المتبقية كانت مباريات السنوكر فقط. مع الحد الأدنى من أموال الجائزة جنى اللاعبون الأموال بشكل أساسي من حصتهم من إيصالات البوابة. لهذا السبب كان من الشائع أن يتم لعب الإطارات «الميتة» بعد أن تم تحديد نتيجة المباراة. لعبت المباراة النهائية بين جو ديفيس وتوم دينيس على مدى أربعة أيام في أوائل مايو في قاعة كامكينز في برمنغهام. وفاز ديفيس بأول سبع إطارات  وقاد المباراة متقدمًا بنسبة 16-7 في اليوم الثالث،  وفي النهاية فاز بنتيجة 20-11. أعلى كسر للبطولة كان ستين، صنعه ألبرت كوب  قطع ديفيز 57 استراحة في النهائي.
تم لعب بطولة 1928 على أساس التحدي حيث لعبت المشاركات الستة الأخرى على حق تحدي جو ديفيس في النهائي، والتقى ديفيس بفريد لورانس في النهائي وفاز 16-13. في 1929 تم إسقاط نظام التحدي والتقى ديفيس مع توم دينيس في المباراة النهائية التي أقيمت في مدينة نوتنغهام مسقط رأس دينيس، حيث حقق ديفيس تحطيمًا قياسيًا جديدًا بلغ واحدًا وستين  في طريقه للفوز 19-14.
والتقى ا مجدداً في نهائي 1930 ولعبا لأول مرة في ثورستون هول في لندن. وتم تمديد النهائي إلى تسعة وأربعين إطارًا تم لعبها على مدار ستة أيام. وقد فاز ديفيس بشكل مريح بنتيجة 25-12،  مع يوم إضافي وحقق رقماً قياسيًا جديدًا قدره 79.
لم ير معظم المحترفين أي فائدة تذكر لدخول البطولة بسبب احتمال ضئيل للنجاح واحتمال ضئيل في تحقيق مكاسب مالية وعلى الرغم من زيادة الاهتمام بالسنوكر لم يكن هناك سوى مشاركتين في بطولة 1931. حيث التقى ديفيس وتوم دينيس للمرة الرابعة عندما أقيم الحدث في نوتنغهام. تقدم دينيس 19-16 في مرحلة واحدة  لكن ديفيس فاز بتسعة من أصل أحد عشر لقطة تالية ليأخذ البطولة 25-21.
كان هناك ثلاث إنضمامات في عام 1932 بما في ذلك النيوزيلندي كلارك ماكوناتشي، حيث التقى ماكوناتشي بجو ديفيس في النهائي الذي أقيم في ثورستون هول. وحصل ديفيس على اللقب 30-19  وحقق رقماً قياسياً جديداً بكسر تسعة وتسعين، وخسر قرنه بعد أن سخر بنفسه.
في بطولة 1933 كان هناك خمسة مشاركات بما فيهم ويلي سميث البالغ من العمر 47 عامًا والفائز ببطولة العالم للبلياردو مرتين، والذي دخل للمرة الأولى والتقى بجو ديفيس في المباراة النهائية. أقيمت المباراة في قاعة السنوكر الخاصة بديفيز في تشيسترفيلد. وكانت المباراة متقاربة حتى انسحب ديفيس في المراحل اللاحقة كما فعل في كثير من الأحيان وفاز سمي بنتيجة 25-18. لم يكن هناك سوى مشاركتين في عام 1934 حيث عارض توم نيومان ديفيس بطل العالم للبلياردو ست مرات. وأقيمت المباراة جزئيًا في نوتنغهام قبل أن تنتهي في كيترينج. بفوز ديفيس 25-22،  على الرغم من أن نيومان كان متصدراً 14-13 في مرحلة واحدة.

### عصر ثورستون هول (1935-1940)
| عام  | الفائز   |
| ---- | -------- |
| 1935 | جو ديفيس |
| 1936 | جو ديفيس |
| 1937 | جو ديفيس |
| 1938 | جو ديفيس |
| 1939 | جو ديفيس |
| 1940 | جو ديفيس |

في السنوات الأولى من البطولة كان يُنظر إلى السنوك في اللعبة الاحترافية على أنها لعبة ثانوية للبلياردو ولكن منذ منتصف الثلاثينيات من القرن الماضي سيطر السنوكر، حيث قدمت بطولة 1935 بعض التغييرات المهمة، فكانت أول من أدخل «العالم» في اسمها وأطلق عليها لقب بطولة العالم لمحترفي السنوكر. وكان هناك أيضًا تغيير في تنظيم الحدث مع إقامة المباريات على التوالي في نفس المكان في Thurston's Hall في لندن. وفي السابق تم إجراء القرعة في وقت مبكر من الموسم وقام اللاعبون بترتيباتهم الخاصة بشأن مواعيد ومكان المباريات. وأثبت التغيير في الشكل نجاحًا كبيرًا وأصبحت Thurston's Hall المكان الأساسي لمباريات السنوكر الاحترافية.
في الفترة من عام 1935 إلى عام 1940 تم لعب جميع مباريات بطولة العالم تقريبًا هناك وحضور جيد حيث يمكن للمحترفين جني بعض المال من حصتهم من رسوم الدخول، نظرًا لأهمية إيصالات البوابة وتم لعب الإطارات الميتة مهما كانت حالة اللعبة. وكان هذا هو الحال غالبًا في البطولات المبكرة ولكنه أصبح الآن عالميًا.
بعد مقاطعة البطولة الرسمية أنشأت رابطة لاعبي البلياردو المحترفين (PBPA) بطولة خاصة بها تسمى PBPA Snooker Championship والتي جذبت عشرة مشاركون، ولم شمل ذلك جو ديفيس، الذي اختار عدم المشاركة في البطولة الجديدة. ودعا فريد ديفيس ووالتر دونالدسون لمرحلة نصف النهائي، ووصل كلاهما إلى النهائي مرة أخرى على الرغم من أن دونالدسون كان له مباراة متقاربة ضد ألبرت براون. وكان النهائي أكثر من ثلاثة وسبعين إطارًا وقد أقيم في بلاكبول تاور سيرك. حيث كان ديفيس يتمتع بأفضل ما في الأيام الأربعة الأولى وتصدر بنتيجة 29-19. وقد فاز دونالدسون بستة عشر إطار في اليومين الأخيرين لكن ديفيس صمد للفوز بالبطولة. حقق ديفيس في النهائي 140 وهو رقم قياسي في البطولة، متفوقاً على شقيقه جو الذي سجل 136 في عام 1946.
كانت البطولة غير الرسمية الثانية تسمى بطولة العالم الاحترافية عام 1953 وأسفرت عن نهائي آخر بين فريد ديفيس ووالتر دونالدسون، بواحد وسبعون إطارًا وأقيم النهائي في Leicester Square Hall قبل إغلاقه في عام 1955.
وتعادلت المباراة بنتيجة 33-33 في بداية الجلسة النهائية لكن ديفيس نجح مرة أخرى. والتقى فريد ديفيس ووالتر دونالدسون في نهائي 1954 الذي أقيم في مانشستر وهو النهائي الثامن على التوالي بينهما وهو الأكثر من جانب واحد من النهائيات الثمانية، حيث تقدم ديفيس بفوز 36-15 في وقت مبكر من اليوم الخامس.

### حقبة ما بعد الحرب (1946-1952)
| عام  | الفائز          |
| ---- | --------------- |
| 1946 | جو ديفيس        |
| 1947 | والتر دونالدسون |
| 1948 | فريد ديفيس      |
| 1949 | فريد ديفيس      |
| 1950 | والتر دونالدسون |
| 1951 | فريد ديفيس      |
| 1952 | هوراس ليندروم   |

استؤنفت البطولة في عام 1946 والتقى جو ديفيس بهوراس ليندروم في النهائي وهو تكرار لعامي 1936 و1937. وقد تم تنظيم المباراة النهائية على نطاق أوسع من أي بطولة ماضية، حيث تم تحويل Royal Horticultural Hall في لندن إلى مكان للسنوكر يتسع لـ1250 مقعدًا. وتم تمديد المباراة من أسبوع إلى أسبوعين مما يسمح باستيعاب ما يصل إلى 30.000 متفرج بأسعار تتراوح من 5 إلى 3 جنيهات إسترلينية. وحافظ ديفيس على تقدم صغير طوال المباراة وفاز في وقت مبكر من اليوم الأخير متقدماً بنتيجة 73-62. وصنع ديفيس ستة قرون في النهائي مسجلاً أرقامًا قياسية جديدة للبطولة في 133 و136.
أثبت الحدث نجاحًا ماليًا للاعبين حيث تلقى ديفيس 1800 جنيهًا إسترلينيًا و550 جنيهًا إسترلينيًا ليندرم جنبًا إلى جنب مع طاولة البطولة وجميع المعدات بالإضافة إلى حصتهم من إيصالات البوابة.

### بطولة العالم المحترفة للعب المطابقة (1952-1957)
| عام  | الفائز     |
| ---- | ---------- |
| 1952 | فريد ديفيس |
| 1953 | فريد ديفيس |
| 1954 | فريد ديفيس |
| 1955 | فريد ديفيس |
| 1956 | فريد ديفيس |
| 1957 | جون بولمان |

### مباريات التحدي (1964-1968)
| تاريخ          | بطل        |
| -------------- | ---------- |
| أبريل 1964     | جون بولمان |
| أكتوبر 1964    | جون بولمان |
| مارس 1965      | جون بولمان |
| أواخر عام 1965 | جون بولمان |
| أواخر عام 1965 | جون بولمان |
| أبريل 1966     | جون بولمان |
| مارس 1968      | جون بولمان |

لم تقام أي بطولة عالمية رسمية أو غير رسمية بين عامي 1958 و1963 ولكن في عام 1964 وبموافقة BACC تم إحياء البطولة على أساس التحدي. حيث أقيمت المسابقة الأولى في بوروز هول بلندن في أبريل 1964 بين جون بولمان البالغ من العمر أربعين عامًا وفريد ديفيس البالغ من العمر خمسين عامًا، وقد فاز بولمان بالمباراة السابعة والثلاثين إطارًا 19-16 ليصبح بطل العالم الرسمي. وفاز بولمان بمباراتين أخريين من التحدي لعبت في بوروز هول بفوزه على ريكس ويليامز في أكتوبر 1964  ثم فريد ديفيس مرة أخرى في مارس 1965 

### بطولات خروج المغلوب (1969-1976)
| عام  | الفائز       |
| ---- | ------------ |
| 1969 | جون سبنسر    |
| 1970 | راي ريردون   |
| 1971 | جون سبنسر    |
| 1972 | أليكس هيجينز |
| 1973 | راي ريردون   |
| 1974 | راي ريردون   |
| 1975 | راي ريردون   |
| 1976 | راي ريردون   |

في عام 1969 عادت البطولة لتصبح بطولة خروج المغلوب، وأعتبر ذلك بداية العصر الحديث للسنوكر. بمشاركة ثمانية متخصصين، أربعة منهم من الخمسينيات وأربعة محترفين جدد. وشهدت المباراة الأولى التي أقيمت في أواخر عام 1968 نهاية عهد جون بولمان كبطل حيث هزمه أحد المحترفين الجدد وهو جون سبنسر. وتقدم سبنسر 24-18 بعد جلسة بعد الظهر الأخيرة وحسم المباراة بالفوز في أول إطار في المساء مع كسر 97. التقى سبنسر بمحترف جديد آخر جاري أوين في المباراة النهائية في فيكتوريا هولز في لندن. حيث فاز سبنسر بالمباراة النهائية بثلاثة وسبعين إطارًا من 37 إلى 24. وخسر سبنسر أمام راي ريردون في الدور نصف النهائي من بطولة 1970. واصل ريردون الفوز بالمباراة النهائية على جون بولمان ليفوز بأول لقب له.

### بداية عصر البوتقة (1977-1980)
| عام  | الفائز       |
| ---- | ------------ |
| 1977 | جون سبنسر    |
| 1978 | راي ريردون   |
| 1979 | تيري جريفيث  |
| 1980 | كليف ثوربورن |

في عام 1977 انتقلت البطولة إلى منزلها الجديد في مسرح Crucible في شيفيلد حيث بقيت منذ ذلك الحين. وشهدت بطولة عام 1977 ستة عشر متنافسًا: ثمانية لاعبين مصنفين وثمانية تصفيات. فاز جون سبنسر على حامل اللقب راي ريردون 13-6 في ربع النهائي،  والتقى الكندي كليف ثوربورن في النهائي. وكان اللاعبان متطابقين بشكل وثيق طوال الوقت وتعادل النتيجة 9-9 بعد اليوم الأول و18-18 بعد اليوم الثاني. وتقدم سبنسر 22-20 بعد الجلسة الأولى في اليوم الأخير وتقدم للفوز 25-21 في الجولة الأخيرة من المباراة.

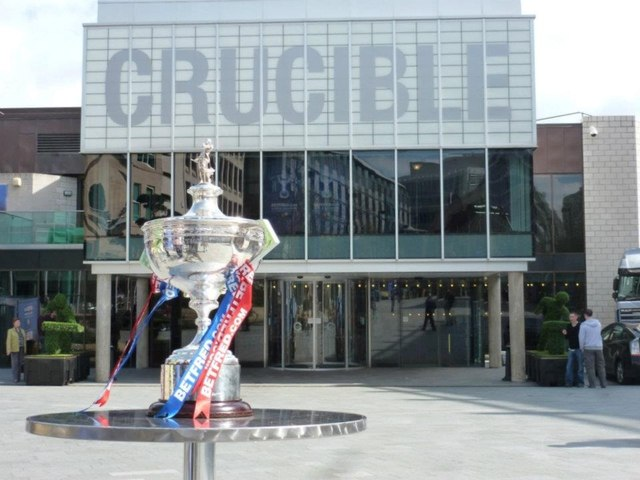
بطولة العالم للسنوكر أمام مسرح Crucible

### سنوات ستيف ديفيس (1981-1989)
| عام  | الفائز       |
| ---- | ------------ |
| 1981 | ستيف ديفيس   |
| 1982 | أليكس هيجينز |
| 1983 | ستيف ديفيس   |
| 1984 | ستيف ديفيس   |
| 1985 | دينيس تايلور |
| 1986 | جو جونسون    |
| 1987 | ستيف ديفيس   |
| 1988 | ستيف ديفيس   |
| 1989 | ستيف ديفيس   |

على الرغم من كونه المصنف رقم 13 كان ستيف ديفيس هو المفضل لبطولة 1981،  حيث فاز في مباراة متقاربة 10-8 ضد جيمي وايت في الجولة الأولى وهزم ثلاثة أبطال العالم السابقين لمواجهة دوج ماونت جوي المصنف الرابع عشر في النهائي. وفاز ديفيس بالمراتب الستة الأولى لكنه كان متقدمًا فقط 10-8 في نهاية اليوم الأول. وتصدر بنتيجة 14-12 في بداية الجلسة المسائية الأخيرة وفاز بالإطارات الأربعة التالية ليفوز بالمباراة 18-12. وفي عمر 23 سنة كان ديفيس ثاني أصغر بطل، وسجل ماونت جوي رقماً قياسياً جديداً للبطولة مع كسر أعلى رقم 145 خلال مباراته في نصف النهائي ضد راي ريردون.

### هيمنة ستيفن هندري (1990-1999)
| عام  | الفائز      |
| ---- | ----------- |
| 1990 | ستيفن هندري |
| 1991 | جون باروت   |
| 1992 | ستيفن هندري |
| 1993 | ستيفن هندري |
| 1994 | ستيفن هندري |
| 1995 | ستيفن هندري |
| 1996 | ستيفن هندري |
| 1997 | كين دوهرتي  |
| 1998 | جون هيغينز  |
| 1999 | ستيفن هندري |

في عام 1990 فشل ستيف ديفيس في الوصول إلى النهائي للمرة الأولى منذ عام 1982، حيث خسر في نصف النهائي 14-16 أمام جيمي وايت. , في المباراة النهائية فاز ستيفن هندري على وايت 18-12 ليصبح في سن 21 سنوات و106 أيام أصغر بطل عالمي على الإطلاق. :58 
في عام 1991 خسر هندري المصنف الأول في ربع النهائي أمام ستيف جيمس، وكانت المباراة النهائية بين جون باروت وجيمي وايت وفاز باروت 18-11. :60

### فصل 92 (2000 - 2013)
| عام  | الفائز         |
| ---- | -------------- |
| 2000 | مارك وليامز    |
| 2001 | روني أوسوليفان |
| 2002 | بيتر إبدون     |
| 2003 | مارك وليامز    |
| 2004 | روني أوسوليفان |
| 2005 | شون ميرفي      |
| 2006 | جرايم دوت      |
| 2007 | جون هيغينز     |
| 2008 | روني أوسوليفان |
| 2009 | جون هيغينز     |
| 2010 | نيل روبرتسون   |
| 2011 | جون هيغينز     |
| 2012 | روني أوسوليفان |
| 2013 | روني أوسوليفان |

سيطر ثلاثة لاعبين على الفترة من 2000 إلى 2013 جميعهم ولدوا في عام 1975 وأصبحوا جميعًا محترفين في عام 1992، حيث فاز روني أوسوليفان خمس مرات في هذه الفترة وجون هيغينز ثلاث مرات ومارك ويليامز مرتين. وفاز هيغينز أيضًا في عام 1998 واستمر ويليامز وأوسوليفان في الفوز في عامي 2018 و2020 على التوالي.
في عام 2000 تعرض ستيفن هندري للهزيمة بنتيجة 10-7 في الجولة الأولى من قبل الوافد الجديد ستيوارت بينغهام. وفي نصف النهائي تأخر مارك ويليامز 11-15 أمام جون هيغينز لكنه أخذ ستة إطارات متتالية ليفوز 17-15، وفي النهائي التقى ويليامز بزميله الويلزي ماثيو ستيفنز حيثتقدم ستيفنز بنتيجة 13-7 لكن ويليامز عاد مرة أخرى ليفوز 18-16 ليصبح أول بطل أعسر.

### مارك سيلبي: ثلاثة انتصارات في أربع سنوات (2014-2017)
| عام  | الفائز          |
| ---- | --------------- |
| 2014 | مارك سيلبي      |
| 2015 | ستيوارت بينغهام |
| 2016 | مارك سيلبي      |
| 2017 | مارك سيلبي      |

فاز مارك سيلبي باللقب العالمي في عام 2014 بفوزه على حامل اللقب روني أوسوليفان 18-14 في النهائي بعد أن تأخر 5-10، حيث فاز سيلبي بمبلغ قياسي قدره 300 ألف جنيه إسترليني مقابل انتصاره، وتجاوزت الجائزة أعلى مبلغ سابق قدره 270.000 جنيه إسترليني في عام 2003، على الرغم من أن أموال الجائزة للخاسرين في الجولة الأولى ظلت عند 12000 جنيه إسترليني

### عودة المحاربين القدامى (2018-2020)
| عام  | الفائز         |
| ---- | -------------- |
| 2018 | مارك وليامز    |
| 2019 | جود ترامب      |
| 2020 | روني أوسوليفان |

في عام 2018 التقى لاعبان من «فئة 92» مارك ويليامز وجون هيغينز في النهائي، ويعود التنافس بينهما إلى أواخر التسعينيات، على الرغم من أن ثلاثة فقط من لقاءاتهما كانت في بطولة العالم، وكلها في نصف النهائي، وفي 1999 و2000 (فاز كلاهما ويليامز 17-15) و2011 (فاز بها هيغينز 17-14).
كانت المباراة متنافسة بشكل وثيق حيث خرج ويليامز في القمة بحلول 18-16 ليفوز ببطولة العالم لأول مرة منذ عام 2003، مسجلاً رقماً قياسياً جديداً لأطول فجوة بين انتصارات بطولة العالم المتتالية، وربح 425000 جنيه إسترليني.

## الفائزون

### الأفضل أداءً في العصر الحديث
يُعتقد أن العصر «الحديث» يبدأ في عام 1969، عندما عادت البطولة إلى شكل بطولة خروج المغلوب من شكل تحدي. أفضل سجل في اللعبة الحديثة هو ستيفن هندري، الذي فاز سبع مرات في التسعينيات. راي ريردون في السبعينيات، بينما فاز ستيف ديفيس بست مرات في الثمانينيات. كما فاز روني أوسوليفان بستة ألقاب بين عامي 2001 و2020.
| الاسم             | بلد الرياضة      | الفائز | الوصيف | النهائي | نصف النهائي أو أفضل | الظهور | معدل الفوز |
| ----------------- | ---------------- | ------ | ------ | ------- | ------------------- | ------ | ---------- |
| Stephen Hendry    | إسكتلندا         | 7      | 2      | 9       | 12                  | 27     | 25.9%      |
| Steve Davis       | إنجلترا          | 6      | 2      | 8       | 11                  | 30     | 20.0%      |
| Ronnie O'Sullivan | إنجلترا          | 6      | 1      | 7       | 12                  | 28     | 21.4%      |
| Ray Reardon       | ويلز             | 6      | 1      | 7       | 10                  | 19     | 31.6%      |
| John Higgins      | إسكتلندا         | 4      | 4      | 8       | 10                  | 26     | 15.4%      |
| Mark Williams     | ويلز             | 3      | 1      | 4       | 6                   | 22     | 13.6%      |
| John Spencer      | إنجلترا          | 3      | 1      | 4       | 6                   | 18     | 16.7%      |
| Mark Selby        | إنجلترا          | 3      | 1      | 4       | 6                   | 16     | 18.8%      |
| Alex Higgins      | أيرلندا الشمالية | 2      | 2      | 4       | 7                   | 19     | 10.5%      |
| Cliff Thorburn    | كندا             | 1      | 2      | 3       | 6                   | 19     | 5.3%       |
| Peter Ebdon       | إنجلترا          | 1      | 2      | 3       | 4                   | 24     | 4.2%       |
| Shaun Murphy      | إنجلترا          | 1      | 2      | 3       | 4                   | 18     | 5.6%       |
| Ken Doherty       | أيرلندا          | 1      | 2      | 3       | 3                   | 19     | 5.3%       |
| Graeme Dott       | إسكتلندا         | 1      | 2      | 3       | 3                   | 20     | 5.0%       |
| Dennis Taylor     | أيرلندا الشمالية | 1      | 1      | 2       | 5                   | 21     | 4.8%       |
| Judd Trump        | إنجلترا          | 1      | 1      | 2       | 4                   | 11     | 9.1%       |
| Terry Griffiths   | ويلز             | 1      | 1      | 2       | 3                   | 19     | 5.3%       |
| John Parrott      | إنجلترا          | 1      | 1      | 2       | 3                   | 23     | 4.3%       |
| Joe Johnson       | إنجلترا          | 1      | 1      | 2       | 2                   | 8      | 12.5%      |
| Neil Robertson    | أستراليا         | 1      | 0      | 1       | 3                   | 16     | 6.3%       |
| Stuart Bingham    | إنجلترا          | 1      | 0      | 1       | 1                   | 14     | 7.1%       |
| Jimmy White       | إنجلترا          | 0      | 6      | 6       | 10                  | 25     | 0%         |
| Eddie Charlton    | أستراليا         | 0      | 2      | 2       | 8                   | 21     | 0%         |
| Matthew Stevens   | ويلز             | 0      | 2      | 2       | 6                   | 17     | 0%         |
| Ali Carter        | إنجلترا          | 0      | 2      | 2       | 3                   | 17     | 0%         |
| Barry Hawkins     | إنجلترا          | 0      | 1      | 1       | 5                   | 15     | 0%         |
| Ding Junhui       | الصين            | 0      | 1      | 1       | 3                   | 14     | 0%         |
| Nigel Bond        | إنجلترا          | 0      | 1      | 1       | 2                   | 15     | 0%         |
| Perrie Mans       | جنوب أفريقيا     | 0      | 1      | 1       | 2                   | 13     | 0%         |
| John Pulman       | إنجلترا          | 0      | 1      | 1       | 2                   | 11     | 0%         |
| Gary Owen         | ويلز             | 0      | 1      | 1       | 2                   | 7      | 0%         |
| Kyren Wilson      | إنجلترا          | 0      | 1      | 1       | 2                   | 6      | 0%         |
| Graham Miles      | إنجلترا          | 0      | 1      | 1       | 1                   | 12     | 0%         |
| Doug Mountjoy     | ويلز             | 0      | 1      | 1       | 1                   | 17     | 0%         |
| Warren Simpson    | أستراليا         | 0      | 1      | 1       | 1                   | 4      | 0%         |

- يتم عرض اللاعبين النشطين بخط عريض .
- يتم تضمين اللاعبين الذين وصلوا إلى النهائي فقط.
- الظهور يتعلق بالظهور في المراحل النهائية، باستثناء مباراة التأهل.
- في حالة وجود سجلات متطابقة، يتم فرز اللاعبين حسب الترتيب الأبجدي حسب اسم العائلة.

## ملاعب مستقبلية
صرح Barry Hearn في عدد من المناسبات أنه يتمنى أن تظل البطولة في Crucible إلى الأبد، شريطة أن تستمر في جذب أعداد كبيرة من الزوار والإيرادات إلى مدينة شفيلد. وفي عام 2016 أُعلن أن بوتقة ستستمر في استضافة الحدث حتى عام 2027.

## الرعاية

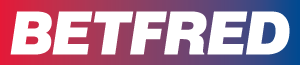
شركة المراهنات Betfred هي الراعي الحالي.

باستثناء بطولتين تم لعبهما في أستراليا، رعت شركات التبغ جميع البطولات من 1969 إلى 2005.
رعت البطولة جون بلاير تحت العلامة التجارية رقم 6 للاعب في عامي 1969 و1970، ورعت مجموعة Gallaher تحت العلامة التجارية Park Drive من عام 1972 إلى عام 1974، بينما رعت شركة Imperial Tobacco من عام 1976 إلى عام 2005 تحت العلامة التجارية Embassy .
وضع التشريع في عام 2003 قيودًا على الإعلان عن التبغ بما في ذلك رعاية الأحداث الرياضية. وتلقت السفارة إعفاء خاصًا لمواصلة رعاية السنوكر حتى عام 2005.
منذ عام 2006 تم رعاية جميع البطولات من قبل شركات المراهنة، حيث تولى موقع 888.com رعاية الحدث ووقعوا عقدًا لمدة خمس سنوات،  ولكنهم انسحبوا بعد ثلاث سنوات فقط. وكان موقع Betfred.com الراعي من 2009 إلى 2012،  يليه Betfair في 2013،  Dafabet في 2014  ثم Betfred مرة أخرى، من 2015 إلى 2021.

## لعنة البوتقة
تشير «لعنة البوتقة» إلى حقيقة عدم احتفاظ أي بطل عالمي لأول مرة باللقب في العام التالي، منذ انتقال البطولة إلى مسرح Crucible في عام 1977. واللاعبان الوحيدان اللذان بلغا النهائي في Crucible جو جونسون وكين دوهرتي دفاعًا عن لقب عالمي أول لكن لم ينجحا جونسون عام 1987 ودوهرتي عام 1998 .

## روابط خارجية
- الموقع الرسمي